# Böhla b. Ortrand

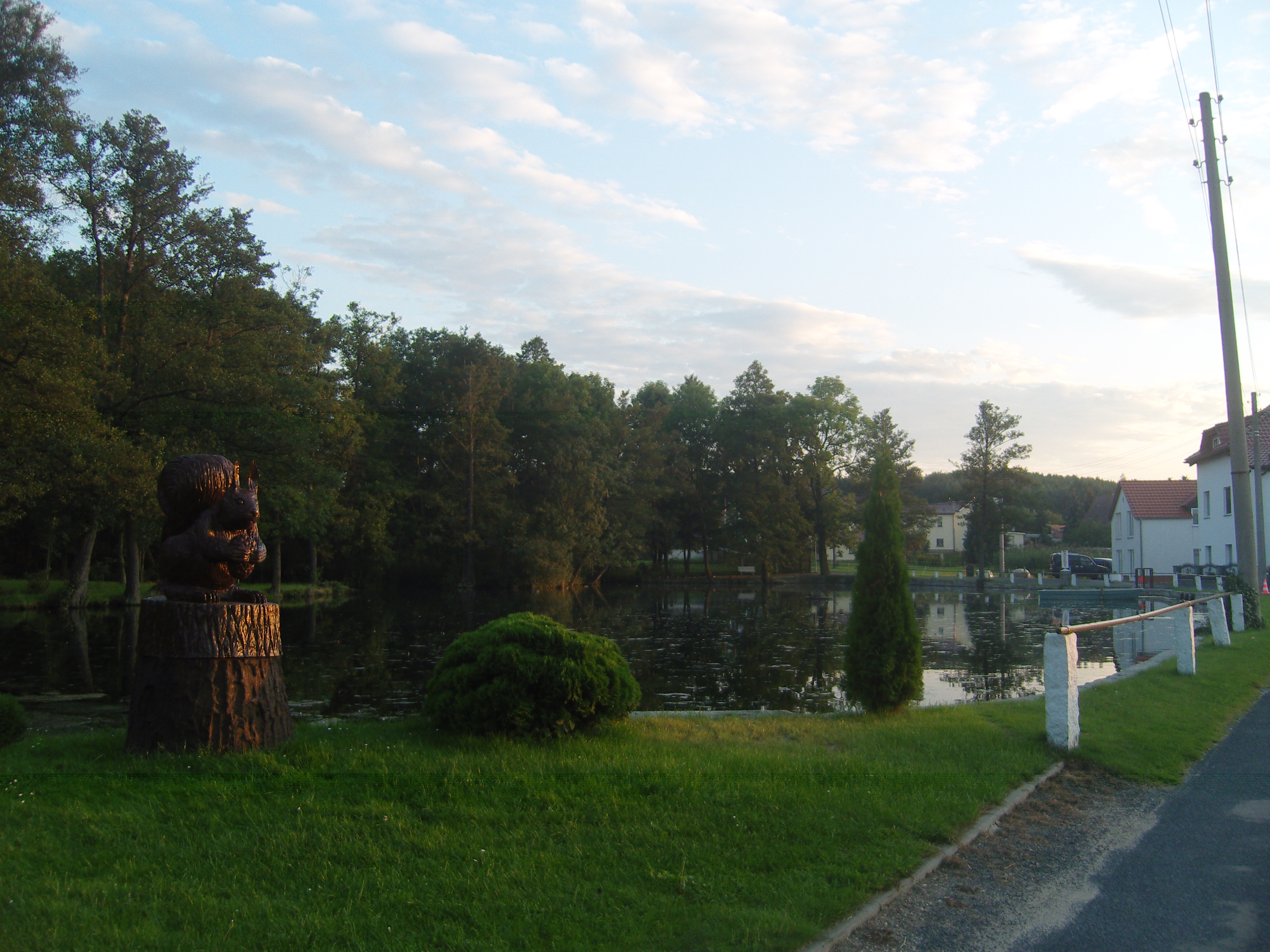
Teich an der Ortrander Straße

Böhla b. Ortrand ist ein Ortsteil von Schönfeld in Sachsen.

## Geografie

Böhla auf einer geschichtlichen Karte des Kreises Liebenwerda (1910).

Böhla liegt im Nordosten der Gemeinde Schönfeld und östlich von Ortrand. Den Ort umschließen mehrere große Teiche, welche zum Teil bereits im Mittelalter künstlich für die Fischzucht angelegt wurden. Ein weiteres größeres Teichgebiet auf der Böhlaer Flur, die Kieperteiche, ist ein Natur- und Flächendenkmal und gehört zum Sächsischen Staatsforst Cosel. In diesen Teichen leben verschiedene seltene Pflanzen- und Tierarten, darunter auch Wasserorchideen.
Am Dorfteich selbst, versammeln sich jeden Winter sämtliche Wildenten der Gegend. Dieser wird von 6 Quellen direkt gespeist und friert selbst bei niedrigsten Temperaturen nicht zu. Somit gilt der Entenüberflutete Teich auch als kleine Sehenswürdigkeit für Winterwanderer.

## Geschichte
Der Ort wurde 1291 erstmals urkundlich erwähnt. Der Ort wurde als Gassendorf mit Rittergut angelegt, was auf deutsche Siedler als Gründer schließen lässt. Der Ortsname hingegen deutet auf einen slawischen Ursprung hin. 
Die Gemeinde hatte 1950 315 Einwohner. Am 1. Januar 1960 wurde Böhla b. Ortrand nach Kraußnitz eingemeindet und kam so später (ab 1996) mit Kraußnitz nach Schönfeld.

## Sehenswürdigkeiten

### Wassermühle
Bereits im 13. Jahrhundert existierte in Böhla eine Wassermühle. Diese wurde bei einem Brand 1600 vollständig zerstört. Erst 1721 gab es im Ort wieder eine Mühle, welche sich dann ab 1861 zusammen mit einem Sägewerk im Besitz der Familie Boeltzig befindet. Noch heute befand sich in den Gebäuden ein Dienstleistungsbetrieb, bestehend aus Mühle, Bäckerei und Sägewerk.

### Grenzsteine
Da Böhla wie auch Kraußnitz an der Grenze zu Brandenburg liegt, finden sich in der Umgebung viele Grenzsteine der ehemaligen Grenze zwischen Sachsen und Preußen. Ein weiteres Kulturdenkmal aus dem Spätmittelalter, ein Sühnekreuz aus Sandstein, ist ebenfalls an der Straße nach Kraußnitz zu finden.